# Hans Tönnies
Hans Ferdinand Tönnies (* 4. August 1879 auf Hülkenbüll bei Garding; † 28. Juni 1973 in Hamburg) war ein deutscher Erfinder und Maler.

## Ausbildung
Tönnies zog mit seinen Eltern und Geschwistern nach Hamburg und besuchte von 1886 bis 1895 das Realgymnasium zu Altona. Er begann sein Studium der Malerei an der Hochschule für bildende Künste Hamburg, wechselte dann nach Berlin, und trat am 31. Oktober 1904 der Münchner Kunstakademie als Meisterschüler von Karl Raupp bei.

## Phototechnik
Photographische Technologie war neben der Malerei sein Hauptanliegen und wurde nach seinem Studium zu seinem zentralen Arbeitsfeld. Seine erfolgreichsten Erfindungen waren in den Bereichen der optischen und elektrischen Belichtungsmesser und der Entfernungsmesser. 

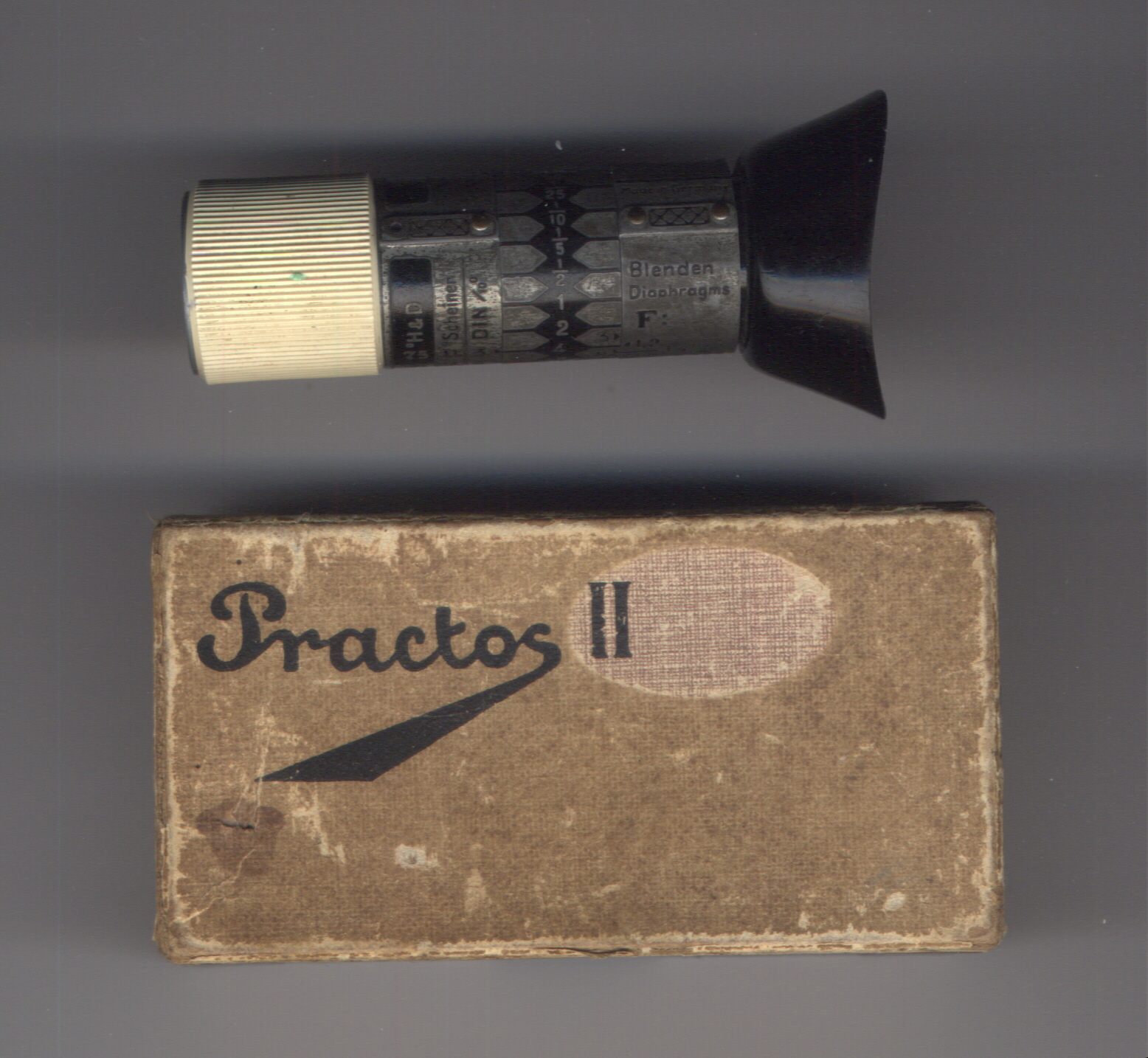
Belichtungsmesser Practos II

Im Jahr 1924 meldete er den Markennamen Practos an, welcher dann auch im Firmennamen angeführt wurde. Die Firma Hans Tönnies Practos produzierte folgende Produkte:
- Practos (Belichtungsmesser)[2]
  - Practos Junior
  - Practos I und II
- Tele-Practos
- Practos Color-Finder
- Hatos (Belichtungstabelle)[3][4].
- Presto Posometer (Belichtungstabelle)

Viele seiner Patente verkaufte oder lizenzierte er an deutsche und internationale Firmen, wie z. B. I.G. Farbenindustrie AG, z. B. Patentnummer 511771, oder Weston Electrical Instrument Corporation, z. B. US Patentnummer 1982406. Ein umfangreiches Lizenzabkommen hatte Tönnies auch mit der Firma P. Gossen & Co in Erlangen, die seine Belichtungsmesser in ihren Produkten Sixtus, Ombrux und Cimbrux verwendete.

## Maschinenbau
Im Jahr 1953 erhielt Tönnies Patente für technische Erneuerungen im Bereich des Maschinenbaus. Dazu gehörte auch das Patent „Improvements in power transmission arrangements, particularly for automobiles“, welches in Großbritannien (Patentnummer 687784) und Frankreich (Patentnummer 1024798) angemeldet wurde.

## Patente
Zwischen 1911 und 1963 erwarb Tönnies über 70 Patente weltweit, wie zum Beispiel in Deutschland, den USA, Großbritannien, Frankreich, der Schweiz, Österreich, Italien, und Dänemark.
Auszug aus der Patentliste:
| Patentnummer  | Land           | Jahr | Titel                                                             |
| ------------- | -------------- | ---- | ----------------------------------------------------------------- |
| 429993        | Frankreich     | 1911 | Paquetage de pellicules photographique en feuilles                |
| 54497         | Österreich     | 1912 | Filmpack                                                          |
| 19210705      | Großbritannien | 1913 | Daylight Developing Apparatus                                     |
| 491906        | Deutschland    | 1930 | Basis-Entfernungsmesser                                           |
| 528636        | Deutschland    | 1931 | Lichtabsorptionsblende                                            |
| 1895271       | USA            | 1933 | Photographic Exposuremeter                                        |
| 42 h T 245.30 | Deutschland    | 1933 | Belichtungsmesser                                                 |
| 623151        | Deutschland    | 1935 | Photographischer Selbstauslöser                                   |
| 702700        | Deutschland    | 1941 | Kombinierter elektrischer Belichtungsmesser und Entfernungsmesser |
| 213945        | Schweiz        | 1941 | Betätigungsvorrichtung an Kinokameras                             |
| 61154         | Dänemark       | 1943 | Elektrisk Maaleapparat                                            |

Ein Teil der Patente ist über das Deutsche Patent- und Markenamt einsehbar.

## Malerei
Schon in jungen Jahren bewies Tönnies einen außergewöhnlich guten Blick für Farben, Detail und Licht, wie z. B. das Aquarell Der Kohlkopf aus dem Jahr 1893 zeigt. Tönnies gehörte zur Münchner Schule und malte sowohl Atelierbilder (Porträts und Stillleben) wie auch Landschaftsbilder. Seine Werke zeichnen sich durch Naturalismus und durch sein Talent das Gefühlsleben der Personen, die er malte, subtil einzufangen aus. Als Material benutzte er hauptsächlich Öl auf Leinwand oder Karton, Bleistift und wasserlösliche Farben (Aquarell).

### Werke (Auswahl)
| Bild | Titel          | Jahr | Material        | Größe           |
| ---- | -------------- | ---- | --------------- | --------------- |
|      | Der Kohlkopf   | 1893 | Aquarell        | 24 cm × 34 cm   |
|      | Iris           | 1899 | Aquarell        | 44 cm × 32 cm   |
|      | Die Zigeunerin |      | Öl auf Leinwand |                 |
|      | Tante Tine     |      | Öl auf Leinwand | 110 cm × 110 cm |